# Galerija art55 u Nišu
Galerija art55 u Nišu jedan je od brojnih izložbenih prostora u ovom gradu, u privatnom vlasništvu. Galerija se bavi organiziranjem izložbi iz oblasti likovnih umjetnosti, i kulture, izdavanjem kataloga, organiziranjem komornih koncerata, promocijom i prodajom umjetničkih djela.
Galeriju, pored izložbenog prostora čini i stalna postavka slika - prodajni salon umjetničkih djela, i radionica za uramljivanje i opremu umjetničkih slika.
Galerija spada u posjećenije u Nišu. Na oko 15 do 20 izložbi godišnje iz oblasti likovne umjetnosti, prosječan broj posjetitelja, po jednoj izložbi, bio je oko 500. Prosječan godišnji broj posjetitelja, samo izložbi, je oko 10.000.
Galerijom upravlja Udruženje građana, koje ima i svoj tročlani programski savjet.

## Položaj
Galerija art55 nalazi se u starom dijelu središnje četvrti Grada Niša, u ulici Ćirila i Metodija broj 17a. Smještena, s dvije strane u prizemlju novoizgrađene stambene zgrade, Galerija svojim položajem i izgledom dominira raskrižjem ulica Ćirila i Metodija i Prvomajske.
Lokacija objekta je, u neposrednom okruženju filozofskog fakulteta, dvije najstarije niške gimnazije, srednje umjetničke i glazbene škole i jedne od najstarijih osnovnih škola u Nišu, što ljubiteljima umjetnosti osigurava dobru pristupačnost a Galeriji stalnu posjećenost.

## Smještaj i opremljenost salona
Galerija art55 smještena je u dvije razine u arhitektonski reprezentativnom prostoru, namjenski izgrađenom 2010. godine, za izložbene djelatnosti, komorne koncerte, prodaju i opremanje umjetničkih djela.
Prva razina
Središnji dio Galerije, u prvoј razini, je izložbeni salom površine od oko 95 m². Ova razinа namijenjena je kako za potrebe izložbenih djelatnosti, (djelomično ili u cijelosti), tako i za povremeno održavanje komornih koncerata i drugih kulturnih manifestacija, zbog dobre akustičnosti.
Galerija na ovoj razini posjeduje i glasovir (pijaninino) marke "Petrof", namijenjen održavanju solističkih koncerata i izvođenju pratećih pjesama na svečenim otvaranjima izložbi.
Druga razina
Jedan dio druge razine služi za izlaganje umjetničkih djela, koja se od osnutka Galerije nalaze u njoj, kao stalna postavka, i sastavni su dio interijera.
Na ovoj razini pored stalne postavke slika (ujedno i prodajni salon) površine 52 m² nalazi se i radionica za opremanje i uramljivanje umjetničkih djela, površine 45 m².

## Povijest
Udruga građana iz Niša osnovala je Galeriju u sadašnjem prostoru 2011. godine s ciljem da umjetnicima iz Niša i okoline, Srbije i inozemstva omogući izlaganje slika, grafika, instalacija, kiparskih i drugih djela i predstavljanje multimedijskih sadržaja iz raznih oblasti kulturnog stvaralaštva.
Do sredine 2016. godine Galerija je organizirala više od 70 izložbi, četiri komorna koncerta i nekoliko multimedijskih predstavljanja

## Namjena i zadatci
- Osnovna namjena izložbenog prostora Galerije je umjetnicima iz regije Jugoistočne Srbije, pružiti prigodu za samostalne i skupne izložbe i druge vidove multimedijskih komunikacija.
- Galerija je na raspolaganju i svim zainteresiranima u Srbiji, državama u okružju i šire kako za likovnu umjetnost tako i za sve druge vrste umjetnosti.
- Pokraj povremene i stalne postavke umjetničkih djela Galerija je namijenjena i za organiziranje raznih autorskih i tematskih izložbi. U njoj pozvani umjetnici mogu slobodno koristiti prostor za izložbe i isprobavanje mnogih vidova predstavljanja.
- Jedan od zadataka Galerije je i njezino redovito sudjelovanje (kao punopravnog člana, s ostalim niškim kulturnim institucijama) s likovnim izložbama i komornim koncertima u akciji "Noć muzeja", koja se svake godine održava diljem Srbije.
- Pružiti umjetnicima i ljubiteljima slikanja i slika kvaliteno i odgovarajuće uramljivanje kako bi slika bolje došla do izražaja te dodatno je zaštititi od prljanja ili oštećenja.

## Vanjske poveznice

### Sestrinski projekti
|  | Zajednički poslužitelj ima još gradiva o temi Gallery art55 u Nišu |

### Mrežna mjesta
- (srp.) Službena stranica Galerije art55  Arhivirana inačica izvorne stranice od 10. lipnja 2016. (Wayback Machine)